# Бейт Лохамей ха-геттаот
«Бейт Лохамей ха-геттаот» (ивр. בית לוחמי הגטאות‎) — мемориальный музей борцов гетто, расположенный на севере Израиля на территории кибуца «Лохамей ха-геттаот». Полное название «Музей наследия, документационный и учебный центр Холокоста и еврейского сопротивления имени Ицхака Каценельсона» (ивр. בית לוחמי הגטאות ע"ש יצחק קצנלסון למורשת השואה והמרד‎). Назван в честь Ицхака Каценельсона — еврейского поэта и подпольщика Варшавского гетто, погибшего в Освенциме.
Первый в мире музей Катастрофы европейского еврейства, крупный международный музейный и учебно-образовательный комплекс. Один из немногих музеев, отражающих тему еврейского сопротивления в период Холокоста.

## История музея
Создан в 1949 году выжившими участниками восстания в Варшавском гетто - Цивией Любеткин и Ицхаком Цукерманом.
В октябре 2010 года правительство Израиля выделило средства на реконструкцию музея. В 2024 году музей понёс существенные экономические потери из-за войны и пострадал физически из-за ракетных обстрелов из Ливана

## Деятельность музея
Музей оснащён современной техникой, имеются издательство, архив, библиотека (90 тыс. томов), видеотека на 600 фильмов, Центр гуманитарного образования, мемориал еврейских детей — жертв Катастрофы («Яд-ла-Йелед»), учебный центр «Антек», отдел исследований Холокоста советских евреев.
Также при музейном учебном центре находится гостиница на 60 мест. Музей проводит групповые экскурсии на иврите и других языках.
Центр активно занимается издательской деятельностью, публикуя свидетельства, исследования и книги о Холокосте, а также участвует в международном обществе Януша Корчака. В его образовательном центре проводятся семинары для преподавателей и исследователей со всего мира. Кроме того, он сотрудничает с Хайфским университетом в рамках Института изучения периода Холокоста, публикуя научные работы и журнал «Dappim le-Heker Tekufat ha-Sho’ah». Центр также издает собственный бюллетень под названием «Edut» («Свидетельство»).

## Известные коллекции и экспонаты
В музее хранятся работы французского художника Давида Брайнина, сделанные в концлагере Руалье около города Компьень. Отдельный зал музея посвящён педагогу Генрику Гольдшмиту (Янушу Корчаку), учившему любить и уважать ребёнка и говорившему, что взрослый человек «должен встать на цыпочки, чтобы дотянуться до ребёнка, до его интеллекта». Януш Корчак погиб вместе со своими воспитанниками в концлагере.
Библиотека насчитывает 50 тысяч томов. Также в архиве хранятся фильмы о Холокосте, включая три полнометражные картины, созданные самим центром: «81-й удар», «Лицо сопротивления» и «Последнее море».